# مری آملیا سوئیفت
مری آملیا سوئیفت (انگلیسی: Mary Amelia Swift; ۱۷ سپتامبر ۱۸۱۲ – ۱ نوامبر ۱۸۷۵) آموزگار و نویسنده کتاب‌های درسی آمریکایی بود. اطلاعات کمی دربارهٔ دوران اولیه زندگی او در دسترس است، اما او در غرب و مرکز کنتیکت بزرگ شد. در سال ۱۸۳۳، به عنوان مدیر آکادمی زنان لیچفیلد منصوب شد و سه سال این مدرسه را اداره کرد. در همان سال، با توجه به نیاز به آموزش علوم پایه و عدم وجود کتاب‌های درسی مناسب، کتاب نخستین درس‌ها در فلسفه طبیعی – بخش اول را نوشت. این اثر یکی از نخستین کتاب‌های علمی نوشته‌شده توسط یک زن بود و بر اساس مشاهدات او از نیازهای آموزشی در کلاس‌های درسش تألیف شد. سه سال بعد، او کتابی پیشرفته‌تر برای کودکان بزرگ‌تر با عنوان نخستین درس‌ها در فلسفه طبیعی – بخش دوم نوشت.
سویفت در سال ۱۸۴۵ ازدواج کرد و به بروکلین نقل مکان نمود و خانواده‌ای تشکیل داد. او کتاب‌هایش را به‌طور مداوم بازبینی و اصلاح می‌کرد و این آثار حداقل سی و پنج بار تجدید چاپ شدند و به دلیل سبک ساده و کاربردی‌شان محبوبیت یافتند. کتاب‌های سویفت در سراسر ایالات متحده توزیع شدند و همچنین در کانادا و انگلستان مورد استفاده قرار گرفتند، اگرچه نسخه بریتانیایی او را به عنوان نویسنده معرفی نکرد. این کتاب‌ها به سه زبان آسیایی — زبان برمه‌ای، زبان ژاپنی و زبان اسکائو کارن — ترجمه شدند و از جمله نخستین کتاب‌های درسی ترجمه‌شده برای کشورهای در حال توسعه بودند. یکی از این کتاب‌ها در دهه ۱۸۵۰ در میانمار مورد استفاده قرار گرفت و باعث شد که بسیاری از دانش‌آموزان آن کشور پیش از دانش‌آموزان اروپایی با فیزیک مقدماتی آشنا شوند. این کتاب‌ها تا آغاز قرن بیستم همچنان چاپ می‌شدند.

## دوران اولیه زندگی و تحصیلات

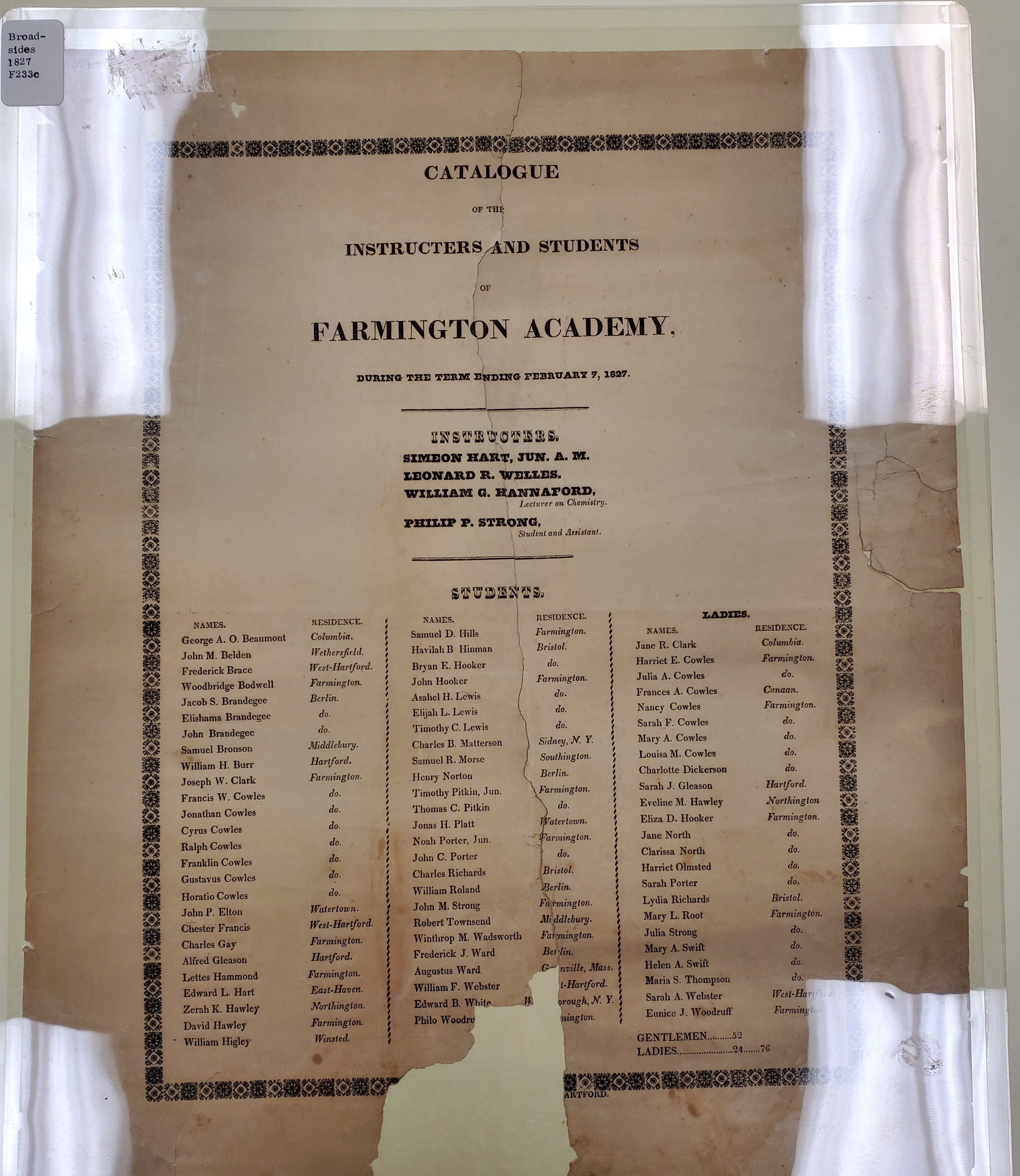
فهرست دانش‌آموزان آکادمی فارمینگتون قدیم برای ترم ۱۸۲۷، حضور مری اِی. و هلن را تأیید می‌کند.

مری آملیا سویفت در ۱۷ سپتامبر ۱۸۱۲ در وینچستر، شهرستان لیچفیلد، کنتیکت زاده شد. والدین او نلیه (نلی، نلی) مینروا (با نام خانوادگی اوریت یا اورت) و زفانیا سویفت بودند. او در ۱ نوامبر ۱۸۱۲ در کلیسای جماعتی کانتون سنتر غسل تعمید یافت. مادرش دختر دکتر جوزایا اوریت، نخستین پزشک وینچستر و سرباز جنگ انقلاب آمریکا بود. نلیه در وینچستر بزرگ شد و در مدارس محلی تحصیل کرد. او در ۱۷ سپتامبر ۱۸۱۱ با زفانیا، پنجمین فرزند دبورا (با نام خانوادگی کلارک) و دانیل سویفت از لبنان، کنتیکت ازدواج کرد. آن‌ها در وینچستر ساکن شدند و زفانیا به عنوان پزشک فعالیت می‌کرد. دو دختر نخست آن‌ها، مری و هلن، در این شهر به دنیا آمدند. حدود سال ۱۸۱۷، هریت در فارمینگتون، کنتیکت در شهرستان هارتفورد، کنتیکت متولد شد، و پس از او سولومون، چارلز، لوئیز، کاترین و زفانیا جونیور به دنیا آمدند. سویفت و خواهرش هلن در سال‌های ۱۸۲۷ و ۱۸۲۸ در آکادمی قدیمی فارمینگتون تحصیل کردند. این مدرسه در سال ۱۸۱۶ توسط کلیسای جماعتی در فارمینگتون ساخته شد و پذیرای دانش‌آموزان دختر و پسر بود. زفانیا در کلیسای فارمینگتون شماس بود. پس از ۱۸۲۹، خانواده به بریستول، کنتیکت نقل مکان کرد و زفانیا در سال ۱۸۳۴ در اثر جراحات ناشی از سقوط از واگن درگذشت. ```

## حرفه

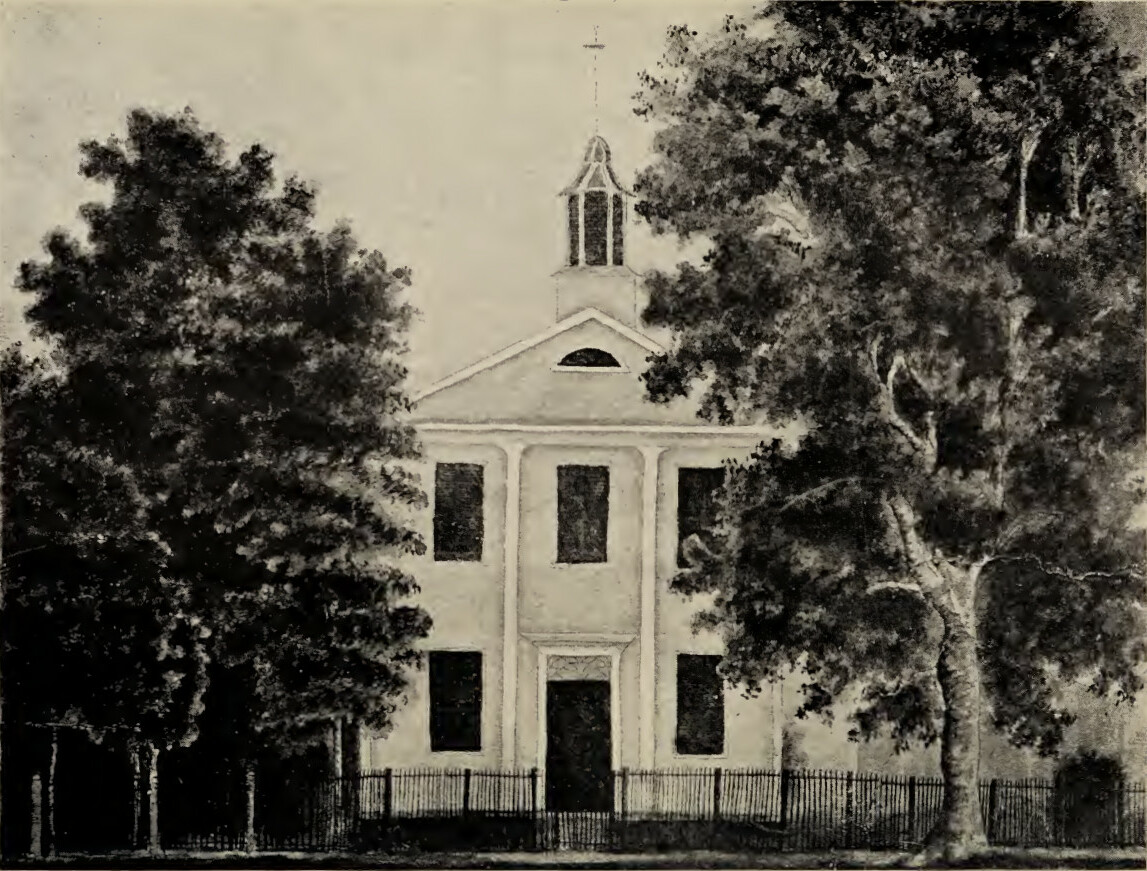
آکادمی دخترانه لیچفیلد، آبرنگ اثر جی. ناپلئون جیمبرد، حدود ۱۸۳۰

در سال ۱۸۳۳، سویفت به عنوان مدیر آکادمی دخترانه لیچفیلد منصوب شد. ممکن است که او به‌طور مشترک با خواهرش هلن، که او نیز معلم بود، در این آکادمی کار کرده باشد. در طول دوران تدریس در این آکادمی، سویفت کتاب درس‌های مقدماتی در فلسفه طبیعی – بخش اول را نوشت، زیرا از کتاب‌های درسی مورد استفاده در مدرسه ناراضی بود و معتقد بود که آن‌ها «با توانایی‌های کودکان سازگار نیستند». او تا سال ۱۸۳۶ به تدریس در این آکادمی ادامه داد، اگرچه در سال ۱۸۳۵، نلی، مری و هلن به هارتفورد، کنتیکت نقل مکان کردند و به کلیسای دوم این شهر پیوستند. در سال ۱۸۳۶، سویفت کتاب‌های درس‌های مقدماتی در فلسفه طبیعی برای کودکان – بخش دوم و فقیر اما خوشحال، یا، روستاییان بان دو لا روش و کودکان ایکولومبکیل را منتشر کرد. او ممکن است در نیویورک نیز تدریس کرده باشد.
در ۶ نوامبر ۱۸۴۵، در استتن آیلند، سویفت با هنری آگوستوس سویفت، پسرعموی خود ازدواج کرد. هنری فرزند ابیگیل (نام‌خانوادگی پیش از ازدواج: جساپ) و وکیل الیفالت سویفت بود (چهارمین فرزند دبورا کلارک و دانیل سویفت) و در وستپورت، کنتیکت بزرگ شد. هنری یک تاجر اجناس خشک در نیویورک بود و این زوج در بروکلین زندگی می‌کردند. آن‌ها شش فرزند داشتند – ابی جساپ (۲۴ اوت ۱۸۴۶ – ۱۱ ژوئیه ۱۸۷۰)، هنری جان (۲۸ سپتامبر ۱۸۴۷ – ۲۵ فوریه ۱۸۵۳)، مری لوئیزا (۸ مارس ۱۸۵۰ – ۱۵ نوامبر ۱۸۵۸)، اورت میهیو (۹ مارس ۱۸۵۲ – ۱۹ مارس ۱۹۴۰)، هنریتا جون (۷ مه ۱۸۵۴ – ۶ اوت ۱۸۵۴)، و آنی اورت (۲۰ اوت ۱۸۵۷ – ۲۷ آوریل ۱۸۸۱) – که همگی بدون فرزند از دنیا رفتند. هنری در سال ۱۸۷۰ در نیویورک درگذشت، و سویفت در آنجا باقی ماند و با فرزندانش که در حال تحصیل بودند، زندگی کرد.

## آثار مکتوب
درس‌های مقدماتی در فلسفه طبیعی برای کودکان – بخش اول به صورت پرسش و پاسخ نوشته شده بود. این کتاب با استفاده از فلسفه طبیعی به توضیح پدیده‌های طبیعی، از جمله ویژگی‌های گازها، مایعات و جامدات می‌پرداخت. بخش نخست آن شامل توضیحاتی دربارهٔ سیارات، فصول، شرایط مختلف آب‌وهوایی و پدیده‌هایی مانند کسوف و همچنین نیروهایی مانند نیروی مرکزگرا، جاذبه و اینرسی بود که تأثیر آن‌ها بر اجسام مادی را بررسی می‌کرد. این کتاب شامل اشعار مذهبی، مزامیر و سرودها، تصاویر و یک تایپ‌فیس بزرگ بود که هدف آن آموزش اصول اولیه به کودکان بود.
درس‌های مقدماتی در فلسفه طبیعی برای کودکان – بخش دوم یک کتاب درسی ابتدایی در زمینه فیزیک بود که برای دانش‌آموزان پیشرفته‌تر طراحی شده بود، اما همچنان از قالب پرسش و پاسخ بهره می‌برد. این کتاب شامل اطلاعاتی دربارهٔ نجوم، جغرافیا و فیزیک بود و موضوعاتی مانند فشار هوا، الکتریسیته، اصطکاک، گرما، نور (جذب‌شده، منعکس‌شده و شکست‌خورده)، حرکت، ماشین‌های ساده و صوت را بررسی می‌کرد.

## یادداشت
1. ↑  پالمر اشاره کرده که فرهنگ‌نامه آلیبون (۱۸۷۱)، دانشنامه زندگی‌نامه آمریکایی اپلتونز (۱۸۸۹) و دایرةالمعارف زندگی‌نامه‌ای کنتیکت (۱۹۱۷)، همگی مری اِی. سویفت را به قاضی زفانیا سویفت (۱۷۵۹–۱۸۲۳) مرتبط می‌دانند. فرهنگ‌نامه انتقادی آلیبون (۱۸۸۲) نام مری را در مدخل مربوط به قاضی ذکر نکرده، بلکه جداگانه او را "دختر زفانیا سویفت LL.D." معرفی کرده بدون ارائه تاریخ‌های زندگی. دایرةالمعارف اپلتونز (۱۸۸۹) در انتهای مدخل قاضی می‌نویسد: "دخترش مری اِی. در حدود سال ۱۸۳۳ نخستین درس‌ها در فلسفه طبیعی را منتشر کرد"، اما تاریخ‌های زندگی او را مشخص نمی‌کند. پالمر در بررسی خود به کتاب‌های شجره‌نامه‌ای منتشرشده اشاره می‌کند و خاطرنشان می‌کند که فرهنگ‌نامه‌های زندگی‌نامه‌ای سویفت را به عنوان دختر قاضی ثبت کرده‌اند، اما شجره‌نامه‌ها او را دختر زفانیا سویفت (۱۷۸۶–۱۸۳۴) می‌دانند و احتمال می‌دهد که آثار بعدی به اشتباه بر اساس آلیبون بوده باشند. قاضی در ماساچوست متولد شد و در کودکی به لبنان، کنتیکت در شرق این ایالت نقل مکان کرد. خانواده او بعدها به شهرستان ویندهام، کنتیکت در شرق کنتیکت رفتند. وصیت‌نامه او که در ۲۴ اوت ۱۸۲۳ تنظیم شده بود، همسرش لوکرشیا و فرزندانش — هنری، جرج، ادوارد، لوکرشیا، امیلی، لوسیان و جولیا — را به عنوان وارثان معرفی کرده است. زفانیا، پزشک، در غرب و مرکز کنتیکت زندگی می‌کرد و دخترش در زمان تألیف نخستین کتاب‌ها (۱۸۳۳) زنده بود، زمانی که در سال ۱۸۳۵ همراه با مادر و خواهرش در کلیسای دوم هارتفورد عضویت یافت.
2. ↑  ویلیام پالمر، استاد سابق و عضو مؤسسه سلطنتی شیمی استرالیا، سوابق آکادمی زنان لیچفیلد و سمینار زنان هارتفورد را بررسی کرد اما نامی از سویفت در آن نیافت.
3. ↑  پالمر احتمال داد که سویفت پیش از لیچفیلد در نیویورک تدریس کرده باشد و او را "دانش‌آموز برجسته‌ای در زبان یونانی" معرفی کرد که توانایی نگارش به یونانی مدرن و خط یونانی را داشت. یک بریدهٔ روزنامه از سال ۱۸۳۸ در ستاره لانگ آیلند نشان می‌دهد که فردی با نام خانوادگی سویفت در مدرسه شبانه‌روزی و روزانه سالتونستال در بروکلین تدریس می‌کرد و "بالاترین سطح آموزش کلاسیک" را داشت.